# Flauta
Flauta je glazbeni instrument koji spada u obitelj drvenih puhačkih instrumenata, ujedno je i najpokretniji instrument u toj skupini.
Razlikujemo uzdužnu i poprečnu flautu, kod oba instrumenta je jedna dimenzija bitno veća od druge dvije, no razlikuju se u tome što se u uzdužnu flautu zrak upuhuje na vrhu instrumenta, tako da se instrument nalazi ravno ispred nas i sviramo ga držeći ruke ispred sebe, dok se kod poprečne flaute zrak također upuhuje na vrhu instrumenta, ali sa strane, i instrument držimo s jedne strane lica i sviramo ga držeći ruke na strani, ne videći ih.

## Povijest
Postojala je još u prapovijesti (  najstarija  flauta  na  svijetu stara je najmanje 50 000 godina !), te spada u najstarije instrumente zbog jednostavnog principa stvaranja zvuka. Najstarije flaute gradile su se od kosti (Oyana Indijanci), bambusa, metala i gline. Početkom 19. st. flauta se našla u kritičnoj situaciji zbog promjene zvučnog ideala kojem je bio bliži klarinet. Jačina njenog zvuka nije bila dorasla novim koncertnim dvoranama, a skala je bila još uvijek tonski neujednačena i nečista. Taj problem 1847. riješava Theobald Böhm (1794-1881),  konstruiravši flautu koja je odgovarala tadašnjim zahtjevima, sa zvukovno i intonativno ujednačenom kromatskom ljestvicom (skalom) i pojačanim zvukom. Gradio je flaute od srebra i drva. Izuzevši neznatne promjene, instrument do danas ostaje isti. Današnje flaute mogu biti građene od metala (bakar, nikal, cink), od srebra, zlata, platine, stakla i sintetskih materijala. Njezin trooktavni raspon obuhvaća tonove c1(h)-c4(f4). Svira se s 9 prstiju. sastoji se od 3 dijela (glava flaute, srednji dio ili tijelo i donji dio ili noga). Na flauti je moguće izvoditi vrlo brze pasaže, skokove, trilere, staccato, dvostruki i trostruki jezik i legato, te mnoge druge tehnike sviranja vezane isključivo za glazbu 20. st. Boja tona u donjem registru je tamna, u srednjem mekana, a u visokom svijetla i reska. U suvremenoj literaturi upotrebljavaju se osim piccola, flaute altovskog, baritonskog i basovskog registra.
Najstariju flautu i glazbeni instrument, otkrila je skupina arheologa na čelu s profesorom Nicholasom Conardom sa sveučilišta u Tübingenu, čija se starost procjenjuje na 35000 godina. Pronađena je u špilji Hohle Fels, a izrađena je od ptičjih kostiju.

## Ton instrumenta
Idilično pastoralni izražaj u duhu je ovoga instrumenta, najviše zbog jednostavnog i slobodnog melodijskog tijeka. Najprirodnija mu je piano dinamika. Od vremena romantizma a naročito u impresionizmu taj se registar koristi zbog izražajnih i kolorističkih odlika. Do romantizma (vjerojatno zbog tehničkih problema) kretala se u srednjem i donjem dijelu visokog registra. Srednji registar omogućava dinamičke stupnjeve i nijanse ali ograničenu zvučnu prodornost, a visoki postaje pištav i nemoguće je dobiti piano dinamiku a tonovi se dobivaju dvostrukim prepuhavanjem.

##### Registri:
- duboki  - c1-c2
- srednji - c2-c3 (u novijoj praksi uzima šire: od g1-c3)
- visoki  - c3-d4

Flažolet tonovi prvi se puta koriste kod impresionista, a označavaju se isto kao kod gudača (iznad tona se piše kružić). Moguće je izvesti sve vrste ljestvica od "arpeggia" do "staccata", a kao i kod drugih puhačkih instrumenata i flauta prepuhuje u oktavu. Zbog slobodnih usta flautom se postiže najbrži "staccato".

## Osobine instrumenta
Flauta se sastoji od 3 ili rjeđih 4 dijela, koji se na spojevima uvlače jedan u drugi i time se kontrolira štimanje. Čitav instrument je dugačak oko 67 cm. Ulaz za zrak postavljen je bočno i okružen plosnatom usnom, koja je oblikovana tako da na nju naliježe donja usna svirača. Glava se nalazi naprijed i zatvorena je. Glavni mehanizam nalazi se na srednjem dijelu koji služi za otvaranje i zatvaranje rupica. To je i najvažniji dio instrumenta jer se na njemu nalazi i najveći broj rupica, 16-18 poklopaca i veliki broj poluga kojima se oni pokreću. Na završnom dijelu koji je otvoren nalaze se dvije do tri rupice.

## Vanjske poveznice
- Informacije i općenito o flauti
- Slike i skladbe na flauti  Arhivirana inačica izvorne stranice od 18. prosinca 2007. (Wayback Machine)
- Hrvatsko društvo flautista  Arhivirana inačica izvorne stranice od 13. veljače 2008. (Wayback Machine)